# Opuntia taylorii
Opuntia taylorii ist eine Pflanzenart in der Gattung der Opuntien (Opuntia) aus der Familie der Kakteengewächse (Cactaceae). Das Artepitheton taylorii ehrt den US-amerikanischen Botaniker Norman Taylor (1883–1967).

## Beschreibung
Opuntia taylorii wächst strauchig mit mehreren kriechenden und ausgebreiteten Zweigen. Die leuchtend grünen, nicht gehöckerten, kahlen oder flaumigen, linealischen bis linealisch-länglichen Triebabschnitte sind bis zu 12 Zentimeter lang und 1 bis 2 Zentimeter breit. Die nicht erhabenen Areolen stehen 1 bis 1,5 Zentimeter voneinander entfernt und tragen gelblich braune bis zu 3 Millimeter lange Glochiden. Die drei bis sechs nadeligen, gelblich braunen Dornen werden im Alter weißlich und sind bis zu 4 Zentimeter lang.
Die kleinen Blüten sind gelb. Die birnenförmigen Früchte sind nicht bedornt und sind bis zu 1,5 Zentimeter lang.

## Verbreitung, Systematik und Gefährdung
Opuntia taylorii ist in Haiti und der Dominikanischen Republik verbreitet.
Die Erstbeschreibung durch Nathaniel Lord Britton und Joseph Nelson Rose wurde 1908 veröffentlicht.
In der Roten Liste gefährdeter Arten der IUCN wird die Art als „Data Deficient (DD)“, d. h. mit keinen ausreichenden Daten geführt. Die zukünftige Entwicklung der Populationen ist unbekannt.

## Nachweise